# Transpirando Alegría
Transpirando Alegría es el quinto álbum de estudio del grupo argentino Los Caligaris. Se publicó el 1 de octubre de 2009, marcando así la evolución musical del grupo.

## Lista de canciones
| Transpirando Alegría |                             |          |  |
| N.º                  | Título                      | Duración |  |
| 1.                   | «Me Gusta Portarme Mal»     | 3:21     |  |
| 2.                   | «Saber Perder»              | 3:18     |  |
| 3.                   | «Cuarteto Rockero»          | 3:08     |  |
| 4.                   | «Tyson»                     | 3:16     |  |
| 5.                   | «La Siesta»                 | 4:03     |  |
| 6.                   | «No Estás»                  | 2:54     |  |
| 7.                   | «Tus Besos»                 | 2:50     |  |
| 8.                   | «Realidad»                  | 2:23     |  |
| 9.                   | «Tu Fantasma»               | 3:16     |  |
| 10.                  | «No Te Merecés una Canción» | 3:30     |  |
| 11.                  | «Estoy de Oferta»           | 2:57     |  |
| 12.                  | «Arriésgate»                | 2:51     |  |
| 13.                  | «El Ruidito»                | 2:46     |  |
| 37:36                |                             |          |  |